# بحوث التعليم الهندسي
البحث في التعليم الهندسي هو مجال البحث الذي يخلق المعرفة التي تهدف إلى تعريف المهندسين وإعلامهم وتحسين تعليمهم. يحقق ذلك من خلال البحث في موضوعات مثل: نظرية المعرفة، والسياسة، والتقييم، وعلم التربية، والتنوع، من بين أمور أخرى، من حيث صلتها بالهندسة.